# رستي موريسون
رستي موريسون (بالإنجليزية: Rusty Morrison)‏ هي كاتِبة وشاعرة أمريكية، ولدت في 12 يوليو 1956.